# Nordmazedonische Badminton-Juniorenmeisterschaft
Mazedonische Badminton-Juniorenmeisterschaften werden seit 2004 ausgetragen.

## Titelträger
| Saison | Herreneinzel          | Dameneinzel         | Herrendoppel                             | Damendoppel                         | Mixed                                  |
| ------ | --------------------- | ------------------- | ---------------------------------------- | ----------------------------------- | -------------------------------------- |
| 2004   | Vasil Pujovski        | Ema Stefanovska     | Amel Amet Filip Petrov                   | Ljubica Petrovska Ivana Vasovska    | Amel Adem Ivana Vasovska               |
| 2005   | Vasil Pujovski        | Ema Stefanovska     | Vasil Pujovski Marko Nakic               | Dea Zdravkovska Dragana Volkanovska | Marko Nakic Ema Stefanovska            |
| 2006   | Vasil Pujovski        | Ema Stefanovska     | Vasil Pujovski Marko Nakic               | Dea Zdravkovska Dragana Volkanovska | Marko Nakic Ema Stefanovska            |
| 2007   | Vedran Zdravkovski    | Dea Zdravkovska     | Vasil Pujovski Marko Nakic               | Ina Stefanovska Daria Stefanovska   | Marko Nakic Ema Stefanovska            |
| 2008   | Kristijan Volkanovski | Dea Zdravkovska     | Vasil Pujovski Marko Nakic               | Ina Stefanovska Daria Stefanovska   | Marko Nakic Ema Stefanovska            |
| 2009   | Kristijan Volkanovski | Dragana Volkanovska | Vasil Pujovski Marko Nakic               | Ina Stefanovska Daria Stefanovska   | Marko Nakic Ema Stefanovska            |
| 2010   | Vedran Zdravkovski    | Dragana Volkanovska | Kristijan Volkanovski Vedran Zdravkovski | Ina Stefanovska Dea Zdravkovska     | Vasil Pujovski Dea Zdravkovska         |
| 2011   | Marko Nakic           | Dragana Volkanovska | Bojan Kostadinovski Filip Mihajlovski    | Dragana Volkanovska Dea Zdravkovska | Vasil Pujovski Dea Zdravkovska         |
| 2012   | Vasil Pujovski        | Dragana Volkanovska | Bojan Kostadinovski Filip Mihajlovski    | Ema Stefanovska Dea Zdravkovska     | Vedran Zdravkovski Dragana Volkanovska |
| 2013   | Marko Nakic           | Ina Stefanovska     | Bojan Kostadinovski Filip Mihajlovski    | Ina Stefanovska Ema Stefanovska     | Vedran Zdravkovski Daria Stefanovska   |
| 2014   | Petar Zivkovski       | Daria Stefanovska   | Petar Zivkovski Filip Mihajlovski        | Ina Stefanovska Ema Stefanovska     | Filip Mihajlovski Ema Stefanovska      |
| 2015   | Petar Zivkovski       | Ina Stefanovska     | Petar Zivkovski Filip Mihajlovski        | Daria Stefanovska Dea Zdravkovska   | Filip Mihajlovski Ema Stefanovska      |
| 2016   | Ivan Pejoski          | Elena Ristevska     | Bojan Kostadinovski Petar Zivkovski      | Ivana Ristevska Elena Ristevska     | Bojan Kostadinovski Ina Stefanovska    |
| 2017   | Ivan Pejoski          | Elena Ristevska     | Leonid Stojanovski Ivan Pejoski          | Ivana Ristevska Elena Ristevska     | Leonid Stojanovski Elena Ristevska     |
| 2018   | Leonid Stojanovski    | Elena Ristevska     | Leonid Stojanovski Ivan Pejoski          | Ivana Ristevska Elena Ristevska     | Ivan Pejoski Ivana Ristevska           |
| 2019   | Leonid Stojanovski    | Elena Ristevska     | Leonid Stojanovski Ivan Pejoski          | Ivana Ristevska Elena Ristevska     | Ivan Pejoski Ivana Ristevska           |
| 2020   | Ivan Pejoski          | Ivana Risteska      | Boris Cikarski Ivan Pejoski              | Ivana Ristevska Elena Ristevska     | Boris Cikarski Ivana Ristevska         |
| 2021   | Mario Dzon            | Ivana Risteska      | Mario Dzon Nikola Shashkov               | Ivana Ristevska Elena Ristevska     | Nikola Shashkov Neda Ilieva            |
| 2022   | Mario Dzon            | Ivana Risteska      | Mario Dzon Nikola Shashkov               | Ivana Ristevska Elena Ristevska     | Mario Dzon Neda Ilieva                 |